# Pieni Palosaari (ö i Norra Savolax, Inre Savolax)
Pieni Palosaari är en ö i Finland. Den ligger i sjön Konnevesi och i kommunen Vesanto i den ekonomiska regionen  Inre Savolax ekonomiska region  och landskapet Norra Savolax, i den centrala delen av landet, 300 km norr om huvudstaden Helsingfors. Öns area är 3,9 hektar och dess största längd är 390 meter i sydöst-nordvästlig riktning.